# Jessica Jones
Jessica Campbell Jones és un personatge de ficció pertanyent a l'Univers Marvel que va fer el seu debut a la sèrie de Marvel Comics 'Alias' que protagonitzava, creada pel guionista Brian Michael Bendis i el dibuixant Michael Gaydos. És propietària d'un despatx d'investigació privada anomenat "Alias Investigations". Està casada amb l'heroi Luke Cage.

## Creació
Jessica Jones va debutar a la sèrie Alias del segell editorial Marvel MAX el 5 de setembre de 2001, amb data de portada novembre de 2001. El personatge i la sèrie van ser creats per l'escriptor Brian Michael Bendis i l'artista Michael Gaydos. Es van publicar 28 números de la sèrie Alias del 2001 al 2004, amb la majoria de portades de David W. Mack. Després de finalitzar la sèrie, Jones i altres personatges de la sèrie es van traslladar a la sèrie posterior de Bendis, The Pulse. En una entrevista de 2005, Bendis va explicar:
| « | (anglès) Originally, Alias was going to star Jessica Drew, but it became something else entirely. Which is good, because had we used Jessica, it would have been off continuity and bad storytelling. | (català) Originalment, Alias anava a estar protagonitzat per Jessica Drew, però es va convertir en una altra cosa completament diferent. El que és bo, perquè si haguéssim utilitzat Jessica, hauria estat fora de la continuïtat i mal connectat. | » |

Prèviament, Bendis havia comentat:
| « | (anglès) I was at one time toying with doing Jessica Drew [in Alias] because she has the best hair of any superhero in comics, but this book is entirely different than what that idea was to be. | (català) Vaig estar jugant amb la idea de Jessica Drew [a Alias] perquè té els millors cabells de qualsevol superheroi del còmic, però aquest llibre és completament diferent del que havia de ser aquella idea. | » |

Quan Bendis desenvolupava activament el títol, Jones era el seu personatge central, amb diferents antecedents i una veu diferent de la de Drew.

## Biografia fictícia del personatge

### Orígens
Jessica Jones era una adolescent de l'Institut Midtown on era estudiant Peter Parker, de la qual Jessica estava enamorada. El dia en què s'havia decidit a declarar-se, Peter va resultar picat per una aranya radioactiva que el va transformar en Spider-Man. Frustrada pel seu fracàs va tenir una discussió amb el seu germà Phillip al cotxe que va acabar en un accident de trànsit que la va exposar a un contenidor radioactiu que estava transportant un comboi de l'exèrcit. Els seus pares i el seu germà van morir i Jessica va quedar en coma. Va despertar quan Galactus va aparéixer a la Terra per primer cop i va ser internada a l'orfenat Hogar Moore. Poc després el matrimoni Jones la va adoptar, ja que la Sra. Jones va perdre als seus pares quan tenia la seva edat i es va sentir identificada amb Jessica. Poc després de la seva tornada a l'institut va descobrir que tenia poders sobrehumans.

### Alias Investigations
Quan va començar a treballar com a heroïna, fou rebuda amb una invitació per a crear el despatx "Alias Investigations". Va passar de ser una heroïna inadaptada a ser la propietària i actuar com un detectiu privat que treballava sola. Treballant en diversos casos fou com va agafar amistat amb Ms. Marvel, l'Home Formiga i del seu futur company, Luke Cage. El primer cas en què es veu involucrada era part d'una conspiració d'un poderós magnat dels negocis anomenat Mr. Zoumas, el qual desitjava utilitzar la Jessica Jones i el capità Amèrica per a humiliar al president dels Estats Units d'Amèrica. Durant la investigació, Jessica castiga de forma severa a Marko, un perillós criminal sexual, i el llença literalment als peus del magnat dels negocis. Marko i els seus caps són detinguts per Clay Quatermain i les forces del S.H.I.E.L.D.
Va ser violada pel superdolent Home Porpra, l'àlies de Zebediah Kilgrave.
Mentre treballava per la revista The Pulse, va saber que estava embarassada de Luke Cage. Donant a llum una nena a la qual va anomenar Danielle. Es van casar poc després.

## Altres versions

### Ultimate Marvel
Jessica apareix a Ultimate Spider-Man, com a companya de Peter. Ella encara no té superpoders, però de tant en tant apareix par a conversar amb Peter.

### Televisió
- Netflix i Marvel Studios han preparat una sèrie basada en Jessica Jones, interpretada per Krysten Ritter i estrenada el 20 de novembre de 2015. És la segona sèrie d'un grup que va conduir a una mini sèrie crossover anomenada Defenders.